# チャイナレイク グレネードランチャー
チャイナレイク・モデル（China Lake Model）またはチャイナレイク ポンプアクション・グレネードランチャー（China Lake Pump-Action Grenade Launcher）は、アメリカ合衆国で開発されたポンプアクション式擲弾発射器である。SEALsへの配備を想定し、チャイナレイク海軍武器センターの特殊武器研究所で開発された。

## 歴史
当時、アメリカ軍で採用されていたM79とXM148の2種の擲弾発射器は信頼性こそ高かったものの単発式で、また、試作型の連発式グレネードランチャーT148E1は非常に信頼性が低かった。こうした背景の中、チャイナレイク研究所では新たな連発式グレネードランチャーの設計を開始した。その結果、開発されたのがチャイナレイク・モデルである。チャイナレイク・モデルは筒型弾倉に3発の40x46mmグレネードを保持し、これに薬室内の1発を加え、合計4発のグレネードを速射する事ができる。熟練した射手が用いた場合、初弾が着弾するよりも先に4発目を十分な精度で発射できるほどに速射性が高い。銃本体の金属部品には主にアルミニウムが用いられているため、大きさの割には軽量である。ただし、変形型のグレネードを用いる場合には装填不良が発生することが多い。
照門はM79と同様のリーフ型アイアンサイトで、照星は固定型の正方形のノッチである。照準距離は照門を倒した状態が75mで、照門を起こすと100-400mまで25m刻みで変更できる。
チャイナレイク・モデルはSEALs向けに開発された装備だが、海兵隊武装偵察部隊や陸軍の第5特殊部隊グループでも一部で使用された。
生産数については異なるいくつかの数字が残されている。20-30丁程度が製造されたとする資料のほか、わずか16丁のみが製造されたとする資料もある。製造番号50番の機関部も見つかっているが、それらが実際に組み立てられたのかは不明である。SEALsに詳しい歴史家のケビン・ドッケリー（Kevin Dockery）は、少なくとも22丁が組み立てられたことを海軍の記録の中から突き止めている。現在、海軍では3丁のみを保管している。
チャイナレイク・モデルはしばしば誤ってEX-41やChina Lake NATICとも呼ばれる。EX-41はチャイナレイク・モデルの設計を参考に、1980年代半ばになってから新たに設計された別のグレネードランチャーである。EX-41自体は設計案に留まり、試作も行われなかった。"China Lake NATIC"という名称も実際に用いられたことはない。チャイナレイク・モデルは特殊部隊向けの装備であったこともあり、公式な採用は行われず、また、制式名称も付与されていない。そのため、SEALsでは開発した施設の名前から「チャイナレイク・グレネードランチャー」（The China Lake Grenade Launcher）と呼称していた。
現在、チャイナレイク・モデルは4丁の現存が確認されており、いずれも博物館に展示されている。フロリダ州フォート・ピアース内のUDT/SEAL博物館（UDT/ SEAL Museum）には製造番号4番が、ベトナムの戦争証跡博物館には製造番号13番が、ワシントンD.C.の米海軍博物館（US Navy Museum）には製造番号2番が展示されている。最後の1丁はクレーン海軍水上戦センターにて保管されているが、通常は一般公開されていない。